# Carmen Giuliana Póveda Flores
Carmen Giuliana Póveda Flores (27 de julio de 2001) es una deportista peruana de parabádminton. Es de baja estatura y compite en parabádminton en la categoría inicial SH6 en individuales, dobles y mixto.

## Carrera atlética
Giuliana Póveda creció en el distrito de Villa María del Triunfo de la capital peruana Lima y perdió a su padre a la edad de 11 años. Inicialmente estuvo activa como futbolista y jugadora de voleibol, y en el 2016 comenzó a jugar parabádminton. Póveda estudia estudios de cine en la Pontificia Universidad Católica del Perú.

En el Campeonato Mundial de Bádminton para Discapacitados de 2017 en Ulsan, Corea del Sur, Póveda perdió ante Rachel Choong de Inglaterra en la final de individuales. Ganó el bronce en dobles con Randika Doling de Sri Lanka, y también en dobles mixtos con el irlandés Niall McVeigh. En el Campeonato Mundial de 2019 en Basilea, pudo tomar represalias al derrotar a Choong en la final y llevarse el oro. En dobles perdió con la estadounidense Katherine Valli en la final contra Rebecca Bedford y Rachel Choong.
Giuliana en julio de 2023 recibió tres Laureles Deportivos que son la máxima distinción que el Estado peruano otorga a un deportista.

## Enlaces web
- Esta obra contiene una traducción  derivada de «Carmen Giuliana Póveda Flores» de Wikipedia en alemán, publicada por sus editores bajo la Licencia de documentación libre de GNU y la Licencia Creative Commons Atribución-CompartirIgual 4.0 Internacional.

- Datos: Q85863837